# Beaufort (filme)
Beaufort é um filme de drama israelita de 2007 dirigido e escrito por Joseph Cedar. Foi indicado ao Oscar de melhor filme estrangeiro na edição de 2008, representando Israel.

## Elenco
| Ator            | Papel                           |
| --------------- | ------------------------------- |
| Oshri Cohen     | Lieutenant Liraz "Erez" Librati |
| Eli Eltonyo     | Oshri                           |
| Itay Turgeman   | Tomer Zitlaui                   |
| Ohad Knoller    | Lieutenant Ziv Faran            |
| Daniel Bruk     | Pavel                           |
| Ygal Reznik     | Robbie                          |
| Itay Szor       | Emilio                          |
| Itay Tiran      | Idan Koris                      |
| Arthur Faradjev | Yonatan Shpitzer                |
| Gal Friedman    | Belis                           |
| Zohar Strauss   | Rossman                         |
| Alon Aboutboul  | Brigadier-General Kimchi        |
| Danni Zahavi    | Captain Meir                    |
| Nevo Kimchi     | Avishai                         |
| Hannan Yishai   | Nadav                           |